# Битка при Маренго
Битката при Маренго се състои на 14 юни 1800 г. между френската армия, под командването на Наполеон Бонапарт и австрийската армия, в близост до пиемонтския град Алесандрия.
Французите разбиват австрийската войска под командването на генерал Михаел фон Мелас, която ги атакува ненадейно. Австрийците са изтласкани отвъд Алпите, а позицията на Наполеон във френското управление рязко се повишила.
Френската армия под командването на Наполеон Бонапарт (провъзгласен за Първи консул след Брюмерския преврат) е атакувана от австрийците под ръководството на генерал Мелас. В началото много французи са убити и битката изглеждала загубена. След сериозните загуби започва френска контраатака, начело с генерал Дезе, при която австрийците са подложени на жесток артилерийски обстрел. След това те са атакувани от кавалерията на генерал Франсоа Етиен Келерман (François Étienne de Kellermann), което ги довършва и довежда до предаването им. Австрийската армия се връща в Алесандрия, с 9500 убити, ранени и пленени. Френските жертви са по-малко, но включват и Дезе.

## Предпоставки
Победата в битката при Маренго осигурява успеха на Втората италианска кампания на Наполеон. По време на пресичането на Алпите Наполеон (който бил възседнал муле) си набелязал за мишена линиите на Мелас за комуникация със Северна Италия. Неговата армия превзела Милано, Павия и Пиаченца, спирайки маршрута за набавяне на провизии за австрийците на южния бряг на река По. Наполеон вярвал, че работата на Мелас с обсадата на Генуа ще спре австрийците и те няма да го атакуват по време на похода му. Но Генуа паднала на 4 юни, освобождавайки много австрийски войски за операции срещу Франция.
На 9 юни генерал Жан Лан разбил генерал Петер От в битката при Монтебело. Това направило Наполеон прекалено уверен. Той мислел, че австрийците въобще няма да атакуват, а направо ще отстъпят. Страхувайки се, че австрийският генерал ще успее да избяга, той разпръснал армията си на широка територия и изпратил големи отряди, за да блокира пътищата на Мелас на север от река По и на юг от Генуа.

## Австрийската атака
Австрийските войници (31 000 души и 100 оръдия) тръгнали от Алесандрия на изток по течението на река Бормида и я прекосяват, като събират два моста. Бавната работа на австрийците по моста направила невъзможно всяко бързо нахлуване в лагера на французите. Австрийците тръгнали около 6:00 ч., но атаката била готова чак в 9:00 ч.
1200-членният австрийски авангард, командван от полковник Йохан Фримонт и дивизия от 3300 души под командването на генерал-майор Андреас О'Райли изтласкали френските предни постове и формирали дясното крило на австрийската армия. Австрийската централна част (около 18 000 души под командването на Мелас) се събрала около Маренго, докато била разпръсната от частта на генерал-майор Гаспар Жардан (една от двете дивизии на корпуса на генерал Клод Виктор). В австрийското ляво крило 7500 души под командването на Петер От чакали да освободят пътя, за да тръгнат към село Кастел Сериоло, северно от френските позиции. Това преместване имало за цел едновременно да притисне френското ляво крило и да спре френската линия за комуникация с Милано.
Дивизията на Журдан била на добра позиция и за кратко време успяла да удържи нападението на австрийците. Когато те се изтощили, Виктор успял да ги прибере в лагера зад Фонтаноне и изпратил втора дивизия, командвана от Жак Шамбарла, който скоро се нервирал и се завърнал. Французите превзели село Маренго и линията във Фонтаноне около обяд, като и двата им фланга били на високо. По това време генерал Мелас изпратил дивизията на генерал-лейтенант Карл Хадик да атакува укрепленията на Виктор. Когато Хадик бил разбит, а войниците му – разпръснати, австрийският командир изпратил втора дивизия св командир генерал-лейтенант Конрад Кайм. Накрая, след като френската позиция получила подкрепления, била изпратена елитната гренадирска дивизия на генерал-лейтенант Петер Морсен да атакува Маренго. Мелас също направил тактически ход, като изпратил бригадата на генерал-лейтенант Нимпч от 2300 хусари да пресрещне корпуса на генерал-майор Луи Сюше, за който било грешно докладвано, че приближава Алесандрия от юг.
Чак към 10:00 ч. Наполеон, който се намира на 5 км от Маренго, разбира за австрийската активност в региона и решава да покрие района на отстъпление на австрийците. Изпраща голяма част от войските си да подкрепят армията на генерал Виктор. Корпуса на Лан (пехотната дивизия на генерал-майор Франсоа Ватрен, пехотната бригада на бригаден генерал Жозеф Менони и конната бригада на бригаден генерал Пиер Шампо) подкрепила десния фланг. Тежката кавалерия на Келерман и Осмите драгуни покрили позицията отляво, като спрели опита на леките драгуни на генерал-майор Джовани Пилати да притиснат левия фланг на Виктор. Вдясно Шампо бил убит, докато се опитвал да спре напредването на колоната на От. Скоро От превзел астел Сериоло и започнал да натиска френския десен фланг. Около 11:00 Бонапарт достигнал до бойното поле. Той върнал своите изпратени войници и изпратил последните си резерви.
По това време генерал-майор Жан-Шарл Моние направил опит да удължи и позиционира френския десен фланг, като едновременно удържал и Маренго, където хората на Виктор имали недостиг на муниции. Около 14:00 французите атакували Кастел Сериоло. С помощта на Фримонт От разбил Моние и изпратил 2/3 от армията си да отстъпи на североизток. По същото време Маренго бил превзет, като хората на Наполеон преминали в генерално отстъпление.
Французите се връщат около 3 км и правят опит да се прегрупират, за да удържат село Сан Гилиано. Австрийците превъзхождали силно французите и били в най-добрата си защитна позиция, затова се очертавала тяхна победа. Мелас, който бил леко ранени и още 70 души влизат под командването на генерал Антон Зах фон Кайм. Австрийският център се превърнал в масивна атакуваща колона, която целяла да преследва французите по бойното поле. На австрийския десен фланг О'Райли загубил време в преследването на малък френски отряд под командването на Аший Дампие (накрая пленен) и се премества на югоизток. Това го изпратило извън дистанцията на основната австрийска част. На левия фланг От все още правел опити да притисне бригадата на Жан Риво, която се намирала на север.

## Френската контраатака
Малко преди 15:00 Дезе повежда войска, която трябвало да се присъедини към войската на Бонапарт, намираща се на юг. Бонапарт питал Дезе каква е ситуацията, а той му отговорил:
| „ | Битката е съвсем загубена. Време е да спечелим друга. | “ |

Французите бързо изпращат нови хора да поддържат фронта в Сан Гилиано, а австрийците бавно планирали своята атака. Бригадният генерал Огюст Мармон повел канонадата срещу авангарда на австрийците. Дивизията на Буде направила линия от бригади, за да атакува главната част на австрийската колона. Тя разбила главната бригада в колоната, водена от Франц Сен-Жулиен. Зах поставил отпред бригадата на Франц Латерман и подновил атаката. Виждайки криза, Наполеон изпратил отпред Десе и нарежда кавалерийска атака. Канонадата на Мармон нанесла тежък удар на австрийците. Хранилището за муниции на австрийската армия експлодирало. Скоро формацията на Латерман е ударена от тежката кавалерия на Келерман и е напълно разбита. Зах и не по-малко от 2000 души са пленени.
Жоашен Мюра и Келерман получили подкрепление от отряд от лихтенщайнски драгуни. Конницата на Пилати също била разбита. Френската кавалерия успяла да разбие основното тяло на австрийската армия и въпреки съпротивата във фланговете, тя скоро се предала. След 24-часова битка се стигнало до примирие, а френската победа още повече издигнала авторитета на Наполеон в Париж. След битката при Хоенлинден през декември практически свършила Войната на Втората коалиция.